# ناز شاهرخ
ناز شاهرخ (زادهٔ ۱۳۴۸ خورشیدی در تهران، ایران) هنرمندی ایرانی است در نقاشی مینیاتور، مجسمه‌سازی مبتنی بر شی، هنر چیدمان مکان-خاص، هنر زمینی و ویدئوی تجربی فعالیت می‌کند.

## زندگی‌نامه
ناز شاهرخ در سال ۱۳۴۸ خورشیدی در تهران متولد شد. نوهٔ بزرگ سیاستمدار ایرانی و نمایندهٔ منتخب زرتشتی، ارباب کیخسرو شاهرخ است. ناز با احترام زیادی برای دین زرتشتی خود و سنت‌های مرتبط با آن بزرگ شد. او دوران کودکی پر سفری داشت: شاهرخ توضیح می‌دهد: «من در ایران به دنیا آمدم، اما در چهار سالگی ایران را ترک کردم و به پاریس رفتم. در ۱۱ سالگی به لس آنجلس نقل مکان کردم و در ۲۰ سالگی به بروکلین، نیویورک نقل مکان کردم.» شاهرخ ابتدا مدرک کارشناسی خود را در نقاشی و سپس کارشناسی ارشد خود را در رشتهٔ نقاشی و تاریخ هنر از مؤسسهٔ پرت دریافت کرد. شاهرخ از زندگی دانشجویی خود لذت برد و از فداکاری پرت برای توانمندسازی هنرمندان قدردانی کرد. او از سال ۱۹۹۸ تا ۲۰۰۴ میلادی در پرت هنرهای زیبا و تاریخ هنر تدریس کرد. شاهرخ به مصر رفت و در آنجا تا سال ۲۰۰۶ میلادی در دانشگاه آمریکایی قاهره تدریس کرد و پس از قبولی پست استادیار هنر و طراحی در دانشکدهٔ هنر و علوم در در دانشگاه زاید در ابوظبی، امارات متحدهٔ عربی، مشغول به کار شد؛ جایی که او در حال حاضر در آنجا زندگی و تدریس می‌کند.

## سبک و تأثیرات
آثار شاهرخ به دلیل سفرهای دوران کودکی و تجربهٔ فرهنگ‌های مختلف، الهامات فراوان و متنوعی دارد. الهامات او عبارتند از: نگارگری ایرانی، هنر زمینی و کارهای خاکی، مینیمالیسم و هنر مفهومی، و نقش‌ریگ زودگذر بومیان آمریکایی. اکثر مواد او زباله‌ها، یا مصنوعی یا آلی یا ترکیبی از هر دو هستند. شاهرخ از طریق کار خود به دنبال تبدیل این مطالب نادیده گرفته شده و معمولی به چیزی کمتر معمولی است. این ارتباط عمیق با محیط طبیعی، محور مهمی در آثار شاهرخ است.
او که ریشه در مزداپرستی دارد، تلاش می‌کند تا تمرین استودیویی خود را با تعهد به ساخت اشیایی هماهنگ با محیط طبیعی پیوند دهد. بازیافت و کاهش زباله از اوایل دههٔ ۱۹۹۰ میلادی، زمانی که شاهرخ برای اولین بار شروع به استفاده از کاغذ بازیافتی در کار خود کرد، یک نگرانی عمیق و بین‌المللی بوده‌است. علاوه بر تغذیهٔ «میل شاهرخ برای هماهنگی با محیط خود»، همچنین نوعی حل مسئلهٔ مفهومی شخصی او است. او در تمرینات استودیویی‌اش انواع مختلفی از دورریزها را جمع‌آوری کرده‌است، مانند برگ‌ها، که از آنها به عنوان بوم‌های کوچک و مینیاتوری استفاده می‌کند، یا چوب‌ها، بطری‌ها و سایر اشیاء که با آن‌ها چیدمانی در مقیاس بزرگ و مکان-خاص در چشم‌انداز بیابان خلق می‌کند.
بسیاری از آثار شاهرخ مستقیماً به ریشه‌های فرهنگی وی و نوعی «گفت‌وگوهای» هنری با سبک و باورهای هنرمندان دیگر، مانند آنا مندیتا و یوزف بویس، مربوط می‌شود، که شاهرخ در اثر هنری خود با عنوان «۲۲٫۱» به آنها ادای احترام می‌کند. یک اثر چیدمان که شامل مواد پیدا شده و جمع‌آوری شده، شامل «۲۲٫۱» ظرف شیشه‌ای، پیراهن‌های کتانی تاشده و یک قاشق نقره‌ای در یک چمدان است.

## هنر به مثابهٔ تفسیری اجتماعی یا سیاسی
شاهرخ در زمانی که در شهر نیویورک زندگی می‌کرد، در اعتراض به تصمیم شهردار مبنی بر توقف بازیافت شیشه، اثری به نام «استراتوسفر» خلق کرد؛ او چیدمانی از بطری‌هایی که توپوگرافی یک کوه را به خود گرفته بودند، ایجاد کرد. (۲۰۰۴–۲۰۰۲ میلادی)

اخیراً هنگامی که در امارات زندگی می‌کرد، نصب «هفت-سین زاذن» (۲۰۱۰ میلادی) او که از انبوه نمک بر روی پارچهٔ سفید خالص ساخته شده بود، اشاره به اتکای مناطق به نمک‌زدایی و تصفیه آب دارد. این اثر به لحاظ مفهومی هم با منظره و هم با معنای شخصی شاهرخ در زمینهٔ نظام اعتقادی او پیوند خورد. شارون پارکر در مقالهٔ خود در مورد آثار ناز شاهرخ، همچنین «هفت-سین زاذن» را نیز به تجربهٔ شاهرخ از زندگی در مصر مرتبط می‌کند و اهرام نمکی را به تپه‌های زمین در منظر مصر مرتبط می‌کند. «هفت سین» یکی از رسوم جشن سنتی سال نو ایرانیان است و این نکته حائز اهمیت است که آثار شاهرخ به شدت با مفاهیم اجتماع و اشتراک در ارتباط است.
«در مدرسه تمایل داشتم بر مفاهیم تمرکز کنم. تمرکز اصلی من بازیافت بود، دادن جانی تازه به مواد. شروع کردم به کار با کاغذ، فکر کردن به درختان، فکر کردن به مواد و اینکه چگونه به آنها جان تازه‌ای بدهم.»
او «دیوار ستون» را در ابوظبی در سال ۲۰۱۰ میلادی ایجاد کرد - توده‌ای بسیار منظم از روزنامه‌های محلی «ملی» که در طول شش ماه جمع‌آوری شده بود، او قصد داشت درختی را نشان دهد که برای تولید آن اثر جان داده‌است. «دیوار ستون» همچنین می‌تواند با قطعه‌ای از معماری اشتباه گرفته شود، زیرا از کف تا سقف یک ساختمان اجرا می‌شود و با دیوارها و سایه‌های اطراف ترکیب می‌شود.
شاهرخ تفسیرهای اجتماعی یا سیاسی می‌کند، اما از تاکتیک‌های تکان‌دهنده که اغلب هنرمندان معاصر استفاده می‌کنند، استفاده نمی‌کند. او از طریق استفادهٔ دقیق از اقلام نادیده گرفته شده و نظم صلح آمیز شکل‌ها و رنگ‌هایی که انتخاب می‌کند، آگاهی را در مورد مسائل مهم جامعه، که اغلب مربوط به پایداری طبیعی است، افزایش می‌دهد. هنر شاهرخ با تأثیرات بین‌المللی و الهامات کهن فلسفی خود، تلاشی صبورانه و روشمند برای «هماهنگی با محیط خود» است.